# Región Boucle du Mouhoun
La región Boucle du Mouhoun es una de las 13 regiones administrativas de Burkina Faso. Creada el 2 de julio del 2001, tiene una población de 1 442 749 de habitantes (2006). La ciudad capital de la zona es Dédougou. Seis provincias conforman esta región - Balé, Banwa, Kossi, Mouhoun, Nayala y Sourou.
- Datos: Q527093
- Multimedia: Boucle du Mouhoun / Q527093